# Symphyogynopsis gottscheana
Symphyogynopsis gottscheana là một loài rêu trong họ Pallaviciniaceae. Loài này được (Mont. & Nees) Grolle mô tả khoa học đầu tiên năm 1987.